# The Antichrist
The Antichist je sedmi studijski album njemačkog thrash metal sastava Destruction.
Objavljen je 18. rujna 2001. godine pod izdavačkom kućom Nuclear Blast, a producirali su ga Peter Tagtgren i Lars Szoke.

## Popis pjesama
| 1.    | »Days of Confusion«           | 0:49 |
| 2.    | »Dictators of Cruelty«        | 4:31 |
| 3.    | »Thrash Till Death«           | 4:23 |
| 4.    | »Nailed to the Cross«         | 3:46 |
| 5.    | »Bullets from Hell«           | 5:06 |
| 6.    | »Strangulated Pride«          | 3:27 |
| 7.    | »Meet Your Destiny«           | 4:02 |
| 8.    | »Creations of the Underworld« | 3:54 |
| 9.    | »Godfather of Slander«        | 4:09 |
| 10.   | »Let Your Mind Rot«           | 4:15 |
| 11.   | »The Heretic«                 | 3:41 |
| 47:49 |                               |      |

## Postava sastava
- Schmier - vokal
- Mike Sifringer - gitare
- Sven Voorman - bubnjevi